# Nola grisalis
Nola grisalis är en fjärilsart som beskrevs av George Francis Hampson 1893. Nola grisalis ingår i släktet Nola och familjen trågspinnare. Inga underarter finns listade i Catalogue of Life.